# Дарін Заньяр

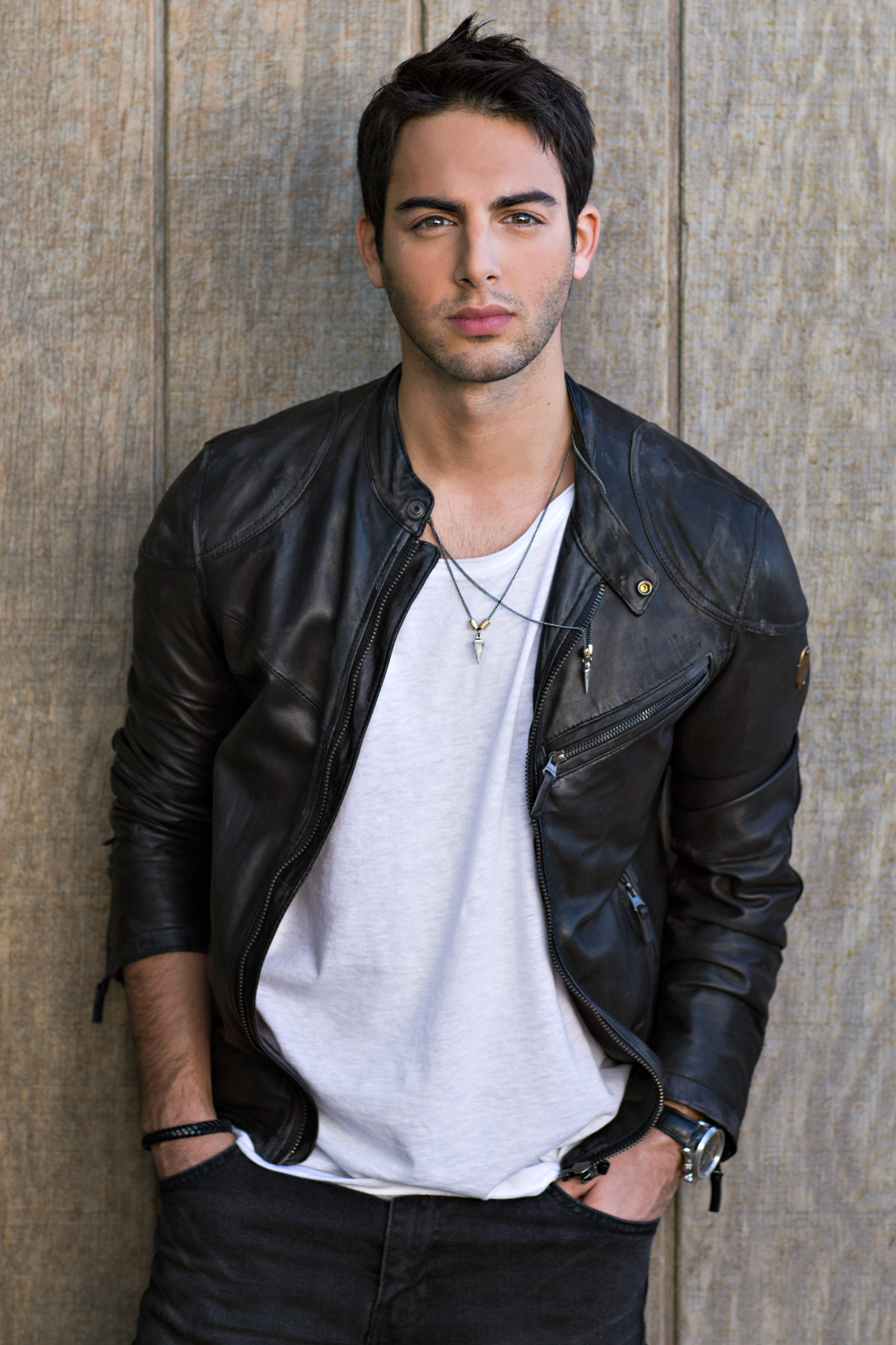
Darin (2014)

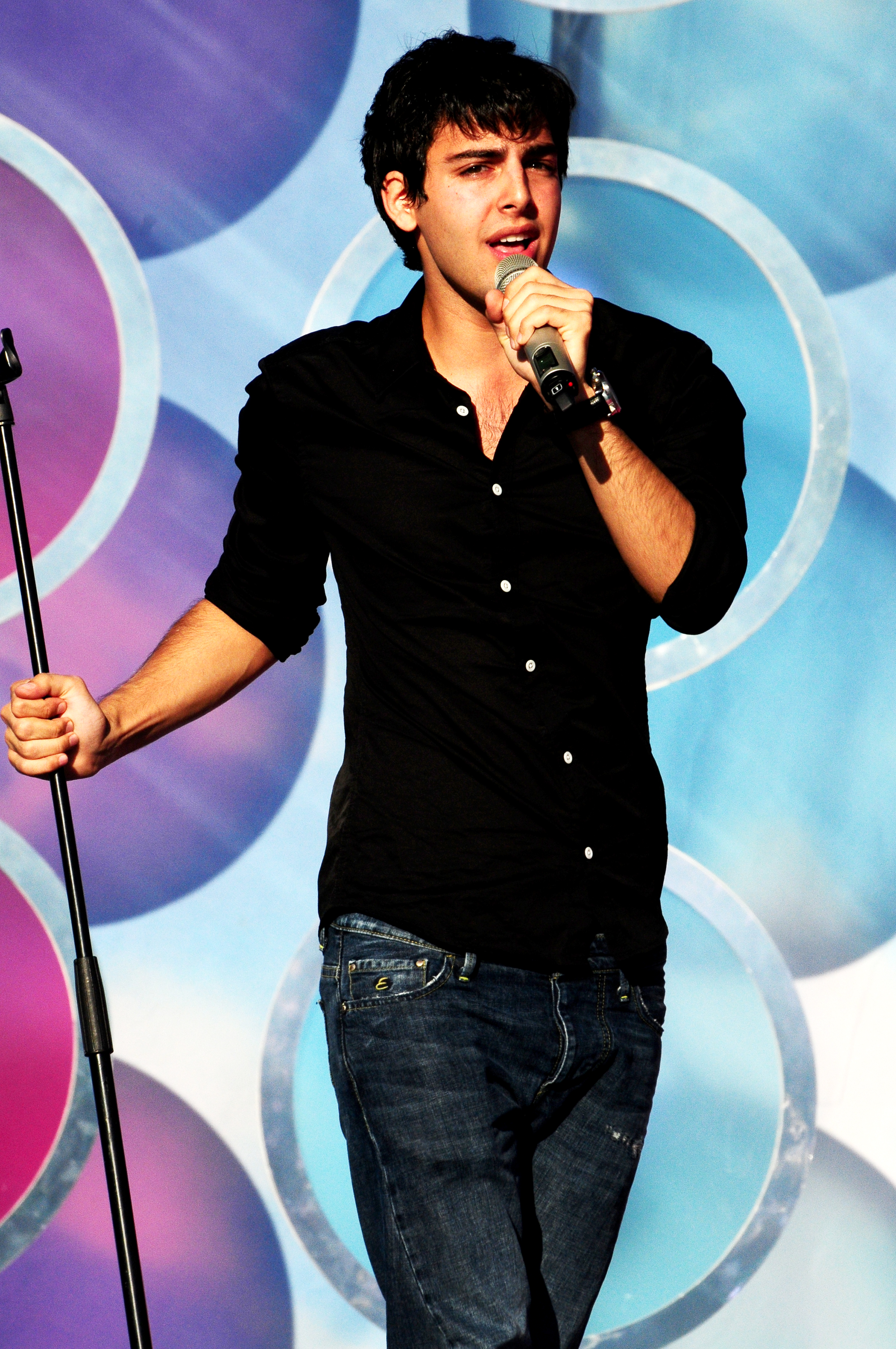
Darin

Дарін Заньяр (швед. Darin Zanyar, 2 червня 1987, Стокгольм) — шведський поп співак курдського походження.

## Біографія
Народився у 1987 році в Стокгольмі, Швеція. Його батьки переїхали туди на початку 80-х із Курдистану. У віці 3 років він почав займатися співом і танцями, в основному під впливом каналу MTV. У школі Дарін часто виступав як музикант і виконавець. Коли йому було 14, він почав писати пісні і записуватись у студії. Роком пізніше він почав вчитися в музичній школі.

## Кар'єра
В 16 років Дарін підписав контракт з компанією SonyBMG, після участі в першому шведському конкурсі Idol.
На початку 2005 року Дарін випустив свій перший альбом «The Anthem». Альбом став «золотим» і його перший сингл «Money for Nothing» декілька місяців тримався на 1 місці радіо-чартів і став «платиновим». Аналітики оголосили Даріна найпопулярнішою людиною 2005 року в Швеції. Вони часто писали про його істеричних фанатів: «Beatles-Hysteria», «Шведський Майкл Джексон», «Істинна поп-зірка», «Майбутнє за Даріном» — приклади заголовків газет і журналів. Він став настільки популярним у Швеції, що іменем «Дарін» почали називати багато новонароджених дітей.
В тому ж році Дарін випустив свій другий альбом «Darin», який став «платиновим» і побив успіх дебютного альбому. В альбом увійшли такі пісні як «Step Up» і «Want Ya!». Кліпи на ці пісні стали найбільш ротованими на каналі MTV в 2006 році.
У 2006 році він отримав такі нагороди, як Grammy, Rockbjörn, Nickelodeon Kids choice award і The Voice 06 Award in Sweden.
В кінці 2006 року Дарін випускає свій 3-й альбом «Break the News». Він став «золотим» в перший день продажу, зробивши його найбільш продаваним артистом Шведського SonyBMG.
Слідуючи за своїм успіхом у Швеції, Дарін підписує контракти з німецькими, швейцарськими і австрійськими компаніями. Його сингл «Insanity» завоював всі головні рядки хіт-парадів і став популярним як на ТВ, так і на радіо. Музика Даріна вплинула на багатьох виконавців і групи по всьому світу, зокрема в таких країнах як Німеччина, Японія, Росія і навіть Велика Британія, де співачка Leona Lewis записала кавер-версію пісні «Homeless» і включила її до свого альбому. Дарін працював з багатьма найвидатнішими продюсерами, такими як RedOne, Jörgen Elofsson, Максом Мартіном і Murlyn, які написали і спродюсували пісні Michael Jackson, Britney Spears, Jennifer Lopez, Shakira, Celine Dion і багатьом іншим.

## Особисте життя
У серпні 2020 року Дарін оголосив, що він гей.

## Дискографія

### Альбоми
| 2005                                                                       | The Anthem - Дата випуску: 16 лютого 2005 - Лейбл: RCA/BMG - Формат: CD, цифровий реліз                    | 1  | —  | - Швеція: платиновий |
| 2005                                                                       | Darin - Дата випуску: 28 вересня 2005 - Лейбл: Columbia/Sony Music - Формат: CD, цифровий реліз            | 1  | 13 | - Швеція: платиновий |
| 2006                                                                       | Break the News - Дата випуску: 22 листопада 2006 - Лейбл: Columbia/Sony Music - Формат: CD, цифровий реліз | 1  | —  | - Швеція: золотий    |
| 2008                                                                       | Flashback - Дата випуску: 3 грудня 2008 - Лейбл: Epic - Формат: CD, цифровий реліз                         | 10 | —  | —                    |
| 2010                                                                       | Lovekiller - Дата випуску: 18 серпня 2010 - Лейбл: Universal Music - Формат: CD, цифровий реліз            | 1  | —  | - Швеція: платиновий |
| 2013                                                                       | Exit - Дата випуску: 30 січня 2013 - Лейбл: Universal Music - Формат: цифровий реліз                       | 1  | —  | - Швеція: золотий    |
| "—" означає реліз, що не потрапив до чарту або не видавався в даній країні | |    |    |                      |

### Сингли
| Рік  | Сингл                                    | Позиції чартів | Позиції чартів | Позиції чартів | Позиції чартів | Позиції чартів | Альбом         |
| Рік  | Сингл                                    | SWE            | SWE (DL)       | FIN            | GER            | AUT            | Альбом         |
| ---- | ---------------------------------------- | -------------- | -------------- | -------------- | -------------- | -------------- | -------------- |
| 2005 | "Money for Nothing"                      | 1              | -              | -              | -              | -              | The Anthem     |
| 2005 | "Why Does It Rain"                       | 5              | -              | -              | -              | -              | The Anthem     |
| 2005 | "Step Up"                                | 1              | -              | 9              | -              | -              | Darin          |
| 2005 | "Who's That Girl"                        | 6              | -              | 20             | -              |                | Darin          |
| 2006 | "Want Ya!"                               | 4              | -              | 8              | -              | -              | Darin          |
| 2006 | "Perfect"                                | 3              | -              | 4              | -              | -              | Break the News |
| 2007 | "Everything But the Girl"                | 38             | -              | -              | -              | -              | Break the News |
| 2007 | "Desire"                                 | -              | -              | -              | 53             | -              | Break the News |
| 2007 | "Insanity"                               | -              | -              | -              | 20             | 47             | Break the News |
| 2008 | "Breathing Your Love" (feat. Кет ДеЛуна) | 2              | 1              | 13             | -              | -              | Flashback      |
| 2009 | "See U at the Club"                      | 12             | 11             | -              | -              | -              | Flashback      |
| 2009 | "Runaway"                                | 11             | 13             | -              | -              | -              | Flashback      |
| 2009 | "What If"                                | 51             | 49             | -              | -              | -              | Flashback      |
| 2009 | "Seasons Fly"                            | 57             | -              | -              | -              | -              | Flashback      |
| 2009 | "Viva la Vida"                           | 1              | 1              | -              | -              | -              | Lovekiller     |
| 2010 | "You're Out of My Life"                  | 3              | 3              | -              | -              | -              | Lovekiller     |
| 2010 | "Can't Stop Love"                        | 13             | 13             | -              | -              | -              | Lovekiller     |
| 2010 | "Lovekiller"                             | 6              | 5              | -              | -              | -              | Lovekiller     |
| 2010 | "Microphone"                             | 15             | 14             | -              | -              | -              | Lovekiller     |
| 2012 | "Nobody Knows"                           | -              | 1              | -              | -              | -              | Exit           |
| 2013 | "Playing With Fire"                      | 28             | 10             | -              | -              | -              | Exit           |